# Параллакс (DC Comics)
Параллакс (англ. Parallax) — космический злодей, появлявшийся в комиксах компании DC Comics. Создан писателем Роном Мартцем и художником Дэррилом Бэнксом, Параллакс впервые появился в номере Green Lantern (vol. 3) #50 в январе 1994 года, где стал новой протагонистической личностью бывшего Зелёного Фонаря Хэла Джордана.
После того, как Хэл освободился из-под контроля Параллакса (пожертвовав своей жизнью, чтобы разжечь Солнце и спасти Землю в 1996 в кроссовер-серии «Последняя ночь»), в серии «Зелёный Фонарь: Возрождение» (англ. Green Lantern: Rebirth) в 2004 году, прояснилось, что Параллакс был паразитом, а не собственной сущностью Хэла.

## Биография
В 1994 году комиксы о Зелёном Фонаре стали сдавать позиции и DC Comics приняла решение заменить Хэла Джордана новым персонажем Кайлом Райнером для того, чтобы привлечь читателей. В подводящем сюжете «Изумрудные сумерки» был уничтожен родной город Хэла — Кост-сити, и Хэл, вернувшись на Землю и увидев это, сходит с ума, пытаясь при помощи кольца восстановить город. Стражи Вселенной запрещают Хэлу использовать кольцо для личной выгоды и Хэл, движимый яростью и злобой, решает отомстить Монгулу и Хэнку Хэншоу, которые сбросили бомбу на Кост-сити, и встретиться со Стражами лицом к лицу, чтобы получить их силу и восстановить свой город и воскресить своих умерших родственников. Все воины, посланные Стражами чтобы остановить Хэла, были убиты. Вернувшись на Оа, Хэл уничтожил штаб, своего друга Киловога и других Фонарей, забрав их кольца. Параллакс был заключен в Центральной Батарее Силы, куда Хэл вошел, чтобы поглотить её энергию и Параллакс, пользуясь безумием Джордана и его уязвимостью, смог завладеть его сущностью и Хэл стал новым Параллаксом.
В 2004—2005 годах в мини-серии «Зелёный Фонарь: Возрождение», авторов Джеффа Джонса и Итана Ван Скивера, рассказывается, что Параллакс — паразитарная сущность, в незапамятные времена родившаяся из силы желтого эмоционального спектра (силу которого впоследствии стал использовать Корпус Синестро). Параллакс был воплощением страха, путешествовал из мира в мир и уничтожал целые цивилизации. Стражи Вселенной заключили Параллакса в тюрьму в Центральной Батарее силы на планете Оа, используя для этого эмоции, противоположные страху — силу воли. Параллакс находился там много миллионов лет, а его истинная природа была скрыта Стражами, чтобы никто не попытался освободить его. Воплощая в себе эмоцию желтого цвета, страх, Параллакс объяснял уязвимость для желтого цвета колец силы Корпуса Зелёных Фонарей, и это держалось в тайне от членов Корпуса. Только сильная сила воли могла победить желтый цвет и страх, который он вызывал, поэтому при наборе новобранцев в Корпус, Стражи выбирали тех, кто «способен противостоять великому страху». Когда Синестро был заключен в тюрьму в Батарее Силы, его желтое кольцо силы, которое было выковано на Кварде, разбудило Параллакса.
Синестро питал неприязнь к Хэлу и поэтому выбрал его в качестве инструмента для освобождения Параллакса. Много лет он влиял на Хэла, заставляя его чувствовать неуверенность в себе, поддаваться страху и злости, из-за чего у него начинали белеть волосы. Горе, которое испытал Хэл после разрушения его города, сделало его наиболее уязвимым для Параллакса и он завладел им, как только Джордан разрушил Батарею Силы.
Лига Справедливости Америки и Общество Справедливости Америки прибывают в перестроенный Кост-сити для того, чтобы остановить Параллакса, но он при помощи страхов наносит им поражение. Однако, Духу Возмездия удается одолеть Параллакса, освободив Джордана. Гансет, уцелевший Страж, послал сигнал для души Хэла, чтобы та могла вернуться в тело, и Хэл Джордан был возрождён как Зелёный Фонарь. Он участвовал в битве с Синестро на Луне, а после вместе с Джоном Стюартом, Кайлом Райнером, Гаем Гарднером и Гансетом снова вернули Параллакса в заключение в Батарею Силы на Оа.
Во время событий Войны Корпуса Синестро, Параллакс был освобожден из Батареи и Кайл Райнер был похищен Синестро с намерением сделать из него новую оболочку для Параллакса. Синестро рассказывает Райнеру о существовании Иона — другой сущности паразитарного типа, которая в тот момент уже находилась внутри Райнера. Синестро освобождает Райнера от Иона и отдает его душу под контроль Параллакса. Параллакс обретает новый облик и возвращается на планету Квард вместе с Корпусом Синестро. После убийства нескольких Зелёных Фонарей, он предпринимает попытку Нападения на Хэла Джордана, Джона Стюарта и Гая Гарднера и похищает их на Квард, но на помощь им приходят «Последние Фонари».
Будучи под контролем Параллакса, Кайл Райнер помнил и осознавал все, что он делает. При помощи силы воли Кайл начинает все больше и больше сопротивляться Параллаксу и в итоге освобождается от него, а позже при помощи оставшихся Стражей Параллакс был снова загнан в ловушку, где и находится до сих пор.

## Силы и способности
Параллакс обладает способностью контролировать и подчинять страхи и разум существ, что позволило ему одерживать победу над такими супергероями как Супермен, Чудо-женщина, Спектр и другими, за исключением тех, кто способен противостоять внутренним страхам, как например Кайл Райнер и Бэтмен. Параллакс не мог контролировать Алана Скотта, хотя тот поддался его способностям (Абин Сур объяснял это тем, что сила Алана Скотта отличается от силы последующих Зелёных Фонарей, так как подпитывается от другой энергии). Параллакс способен овладевать сущностью людей, стоит им почувствовать хоть малейший страх. Также Параллакс обладает почти безграничной силой, так как его подпитывают страхи существ всей вселенной. Он способен изменять реальность и контролировать время. Также, пока живо хоть одно живое существо во вселенной, то параллакс "как олицетворение страха" будет жить.

## В фильме «Зеленый фонарь»
Параллакс стал главным злодеем фильме 2011 «Зелёный Фонарь». В фильме, Параллакс стал причиной смерти Абин Сура и завладел сознанием Гектора Хаммонда. По сюжету, в далеком прошлом он был одним из Стражей Вселенной. Параллакс, несмотря на запрет, попытался подчинить энергию страха, но не смог с ней совладать и превратился в «чудовище». После этого был заключен Абин Суром в секторе 666 на миллионы лет. 
После того когда освободился, он поглотил нескольких членов Зеленых Фонарей и решает поглотить Землю и напасть на Оа, но Хэл Джордан победил его и отправил на Солнце где из-за массы он сгорел. Озвучил его актер Клэнси Браун.

## Критика и отзывы
- В 2009 году Параллакс занял 92 место в списке 100 величайших злодеев комиксов по версии IGN.[6]